# 1998–1999-es magyar férfi vízilabda-bajnokság (másodosztály)
Az 1998–1999-es magyar férfi másodosztályú vízilabda-bajnokságban tizenhat csapat indult el, a csapatok egy kört játszottak, majd az 1-8. (A csoport) és a 9-16. (B csoport) helyezettek egymás közt még két kört.

## Tabella

### A csoport
| #  | Csapat                | P  |
| -- | --------------------- | -- |
| 1. | Csanádi Árpád KSI     | 53 |
| 2. | Ybl Miklós FSE        | 50 |
| 3. | Tatabányai SC         | 44 |
| 4. | Egri Vízmű            | 37 |
| 5. | Bertók SC-Szentes     | 37 |
| 6. | Hódmezővásárhelyi VSC | 24 |
| 7. | Tipográfia TE         | 21 |
| 8. | Kecskeméti VSC        | 20 |

### B csoport
| #  | Csapat                | P  |
| -- | --------------------- | -- |
| 1. | Ceglédi VSE           | 39 |
| 2. | Miskolci VSC          | 28 |
| 3. | Bánki Donát FSE       | 27 |
| 4. | Thermál SE Békéscsaba | 24 |
| 5. | Pécsi VSK-TÁSI        | 21 |
| 6. | Neptun VSC            | 18 |
| 7. | MAFC                  | 14 |
| 8. | Dunaújváros           | 6  |